# Железничка станица Ђорђево
Железничка станица Ђорђево је једна од станица на прузи Ниш-Прешево. Налази се у насељу Велика Грабовница у граду Лесковцу. Пруга се наставља ка Грделици у једном и Лесковцу у другом смеру. Железничка станица Ђорђево састоји се из 3 колосека.